# Jordanië op de Middellandse Zeespelen
Jordanië was een van de landen die deelnamen aan de Middellandse Zeespelen.

## Overzicht
Om te kunnen deelnemen aan de Middellandse Zeespelen dient men lid te zijn van het Internationaal Comité van de Middellandse Zeespelen. Jordanië heeft nooit geprobeerd lid te worden, maar werd in 2001 uitgenodigd om deel te nemen aan de Middellandse Zeespelen als observerend lid. In Tunis trad Jordanië aan met twintig atleten: dertien mannen en zeven vrouwen. Een medaille wisten deze sporters niet te winnen. Awad Aboudi kwam daar met een vierde plaats in het gewichtheffen bij het stoten bij de zwaargewichten nog het dichtst bij. In tegenstelling tot Andorra, dat ook als observerend lid deelnam, bleef het tot op heden bij deze eenmalige Jordaanse deelname.

## Medaillespiegel
| Editie                    | Goud          | Zilver        | Brons         | Totaal        | Rang          |
| Alexandrië 1951           | Geen deelname | Geen deelname | Geen deelname | Geen deelname | Geen deelname |
| Barcelona 1955            | Geen deelname | Geen deelname | Geen deelname | Geen deelname | Geen deelname |
| Beiroet 1959              | Geen deelname | Geen deelname | Geen deelname | Geen deelname | Geen deelname |
| Napels 1963               | Geen deelname | Geen deelname | Geen deelname | Geen deelname | Geen deelname |
| Tunis 1967                | Geen deelname | Geen deelname | Geen deelname | Geen deelname | Geen deelname |
| İzmir 1971                | Geen deelname | Geen deelname | Geen deelname | Geen deelname | Geen deelname |
| Algiers 1975              | Geen deelname | Geen deelname | Geen deelname | Geen deelname | Geen deelname |
| Split 1979                | Geen deelname | Geen deelname | Geen deelname | Geen deelname | Geen deelname |
| Casablanca 1983           | Geen deelname | Geen deelname | Geen deelname | Geen deelname | Geen deelname |
| Latakia 1987              | Geen deelname | Geen deelname | Geen deelname | Geen deelname | Geen deelname |
| Athene 1991               | Geen deelname | Geen deelname | Geen deelname | Geen deelname | Geen deelname |
| Languedoc-Roussillon 1993 | Geen deelname | Geen deelname | Geen deelname | Geen deelname | Geen deelname |
| Bari 1997                 | Geen deelname | Geen deelname | Geen deelname | Geen deelname | Geen deelname |
| Tunis 2001                | 0             | 0             | 0             | 0             | -             |
| Almería 2005              | Geen deelname | Geen deelname | Geen deelname | Geen deelname | Geen deelname |
| Pescara 2009              | Geen deelname | Geen deelname | Geen deelname | Geen deelname | Geen deelname |
| Mersin 2013               | Geen deelname | Geen deelname | Geen deelname | Geen deelname | Geen deelname |
| Tarragona 2018            | Geen deelname | Geen deelname | Geen deelname | Geen deelname | Geen deelname |
| Oran 2022                 | Geen deelname | Geen deelname | Geen deelname | Geen deelname | Geen deelname |
| Totaal                    | 0             | 0             | 0             | 0             | -             |

Albanië · Algerije · Andorra · Bosnië en Herzegovina · Cyprus · Egypte · Frankrijk · Griekenland · Italië · Joegoslavië · Jordanië · Kosovo · Kroatië · Libanon · Libië · Malta · Marokko · Monaco · Montenegro · Noord-Macedonië · Portugal · San Marino · Servië · Servië en Montenegro · Slovenië · Spanje · Syrië · Tunesië · Turkije · Verenigde Arabische Republiek